# Chubu-Nippon Broadcasting

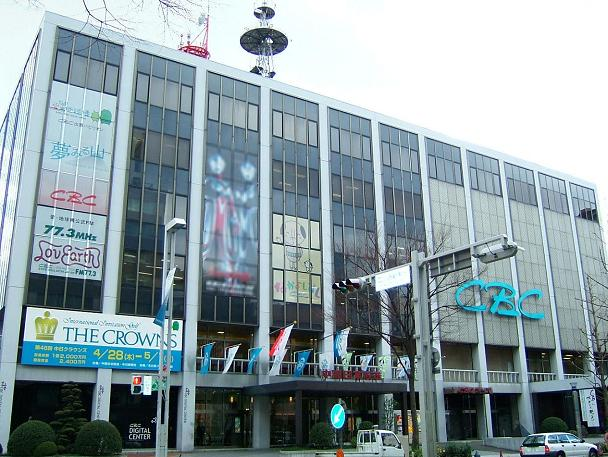
Bâtiment de la Chubu-Nippon Broadcasting

La Chubu-Nippon Broadcasting (中部日本放送株式会社, Chūbu Nippon Hōsō Kabushiki-gaisha, CBC) est une chaîne de télévision et de radio de la région de Nagoya, dans la préfecture d'Aichi au Japon.
Elle est affiliée à la Tokyo Broadcasting System, et s'occupe également de la distribution et production de films.

## Histoire
- 1er septembre 1951 : Lancement de la radio.
- 1er décembre 1956 : Lancement de la télévision.

## Films distribués
Liste des principaux films distribués par Chubu-Nippon Broadcasting :
- K-ON! (2009)
- Angel beats! (2010)

## Films produits
Liste des principaux films produits par Chubu-Nippon Broadcasting :
- Romeo x Juliet (2007)
- Gantz (2010)
- Space Battleship Yamato (2010)